# Brzana aralska
Brzana aralska (Luciobarbus brachycephalus) – gatunek słodkowodnej ryby karpiokształtnej z rodziny karpiowatych (Cyprinidae), największa z brzan.

## Występowanie
Jezioro Aralskie oraz dolny bieg rzek Amu-darii i Syr darii.

## Cechy morfologiczne
Osiąga 80–100 (120) cm długości. Linia brzucha prawie prosta, kark wyraźnie zarysowany, wypukły (zwłaszcza u dorosłych osobników). Pysk spiczasty. Wargi mięsiste z 4 równej długości wąsikami, z których przednia para sięga poza oko. Łuski małe 67–76 (zazwyczaj 70–71) w linii bocznej. W płetwie grzbietowej 10–11 promieni. Jej nasada jest wysunięta ku przodowi. Pierwszy promień tylko lekko zgrubiały i jedynie na dole lekko piłkowany. W płetwie odbytowej 8 promieni. Wszystkie płetwy są krótkie i wąskie. Zęby gardłowe 3-rzędowe o wzorze 5.3.2–2.3.5.
Grzbiet i boki do linii bocznej ciemne, brązowoszare. Strona brzuszna jasna, srebrzysta. U nasady łusek ciemnozielona plamka. Wszystkie płetwy szare, jedynie odbytowa lekko żółtawa.

## Odżywianie
Zjada głównie mięczaki (ślimaki, małże), a także robaki skorupiaki i larwy owadów.

## Rozród
Ryba anadromiczna. Wędrówki odbywa w okresie od IV do VII małymi stadami do dolnego biegu dopływów. Ikra, w liczbie do 1 259 000, jest kleista i składana na płytkich żwirowych i piaszczystych łachach.